# Lucrina Fetti

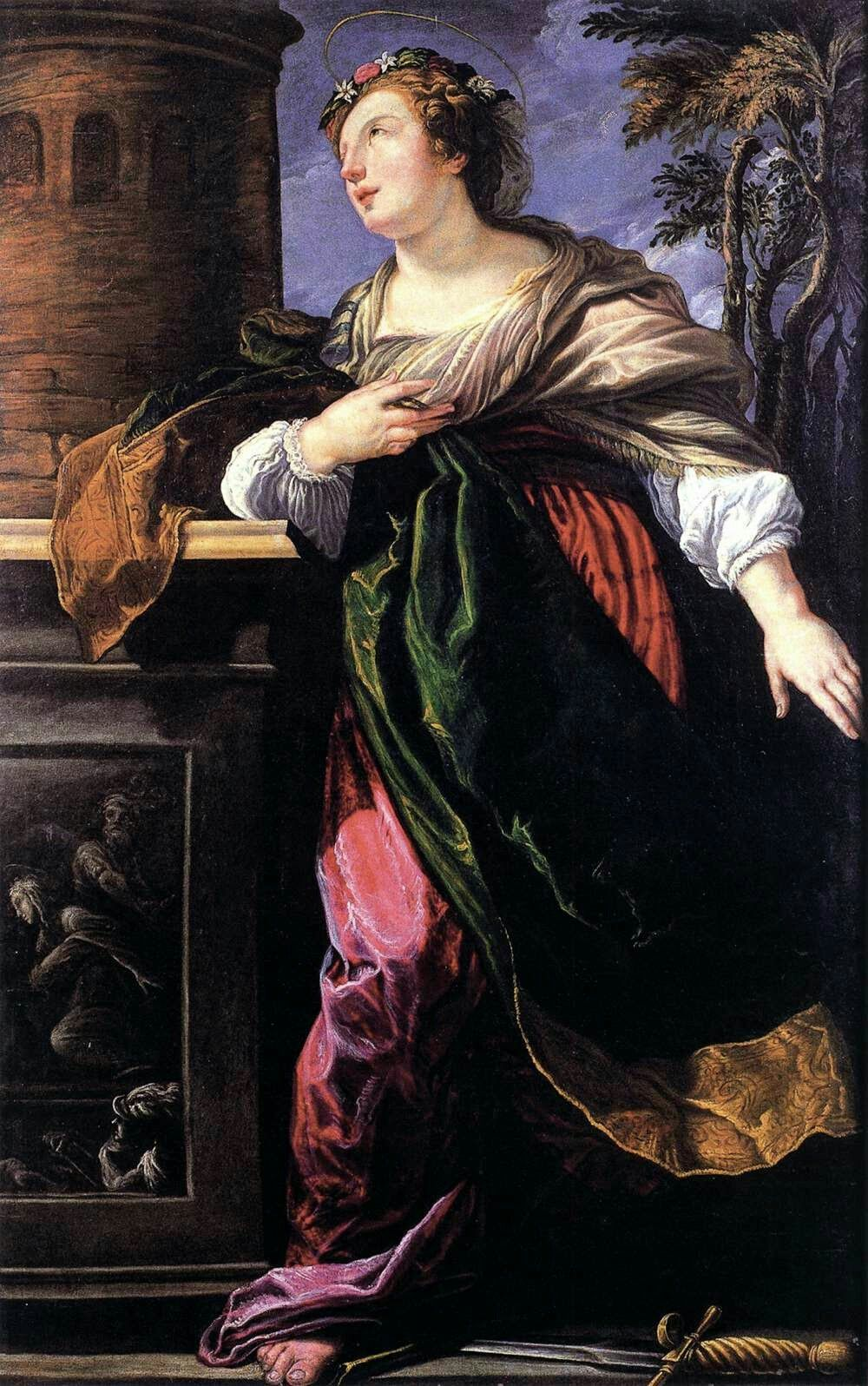
Santa Barbara, 1619

Lucrina Fetti (Roma, 1600 circa – Mantova, 1651) è stata una pittrice italiana di età barocca.

## Biografia
Quando giunse a Mantova nel 1614 al seguito del fratello Domenico Fetti, chiamato dai Gonzaga come pittore di corte, aveva già appreso l'arte pittorica nella bottega romana del padre Pietro. Divenne monaca, abbandonando il nome di Giustina per Lucrina, entrando nel monastero di Sant'Orsola, istituzione religiosa fortemente voluta da Margherita Gonzaga. Nel primo Seicento due erano le istituzioni predominanti nella Mantova dei Gonzaga: la corte ducale e il convento di Sant'Orsola, presso le quali erano pittori di corte, ivi residenti, rispettivamente i fratelli Domenico e Lucrina Fetti.
I temi religiosi, ovviamente, caratterizzavano le opere di Lucrina essendo gli stessi esposti nel convento e nella chiesa di Sant'Orsola. Altra specializzazione riguardava la ritrattistica tanto che negli appartamenti privati di Margherita Gonzaga erano conservati ed esposti sette dipinti aventi per soggetto la stessa Margherita (2) e altre donne della famiglia Gonzaga.

## Opere
- Santa Maria Maddalena, chiesa di San Martino, Mantova
- Annunciazione, Museo di Palazzo Ducale, Mantova
- Ritratto di Margherita Gonzaga, Museo di Palazzo Ducale, Mantova
- Ritratto di Margherita Gonzaga, figura intera, Museo di Palazzo Ducale, Mantova
- Ritratto dell'imperatrice Eleonora Gonzaga, 1622, olio su tela, Museo di Palazzo Ducale, Mantova
- Ritratto di Caterina De' Medici Gonzaga, 1626, Museo di Palazzo Ducale, Mantova
- Ritratto di Eleonora II, 1651, Museo di Palazzo Ducale, Mantova
- Santa Barbara[2], 1619, olio su tela, 152x97 cm, Collezione C. Strinati, Roma